# Gardes-le-Pontaroux
Gardes-le-Pontaroux é uma comuna francesa na região administrativa da Nova Aquitânia, no departamento de Charente. Estende-se por uma área de 13,3 km². Em 2010 a comuna tinha 275 habitantes (densidade: 20,7 hab./km²).